# Женская сборная Ирана по гандболу
Женская сборная Ирана по гандболу — национальная сборная Ирана, выступающая на чемпионатах Азии и мира по гандболу среди женщин. Управляется Федерацией гандбола Ирана. Чемпионы Западной Азии по гандболу среди женщин 2017 года.

## Результаты

### Чемпионаты мира
- 2021 — 31-е место
- 2023 — 31-е место

### Чемпионаты Азии
- 2008 — 7-е место
- 2010 — 8-е место
- 2012 — 9-е место
- 2015 — 6-е место
- 2017 — 7-е место
- 2018 — 6-е место
- 2021 — 4-е место
- 2022 — 4-е место

### Чемпионаты Западной Азии
- Чемпионат Западной Азии по гандболу среди женщин 2017 —